# Моренвайс
Моренвайс (нем. Moorenweis) — община в Германии, в земле Бавария. 
Подчиняется административному округу Верхняя Бавария. Входит в состав района Фюрстенфельдбрукк.  Население составляет 3875 человек (на 31 декабря 2010 года). Занимает площадь 46,45 км².